# Алон (Лот и Гарона)
Алон (фр. Allons) насеље је и општина у југозападној Француској у региону Аквитанија, у департману Лот и Гарона која припада префектури Нерак.
По подацима из 2011. године у општини је живело 177 становника, а густина насељености је износила 2,32 становника/km². Општина се простире на површини од 76,33 km². Налази се на средњој надморској висини од 138 метара (максималној 156 m, а минималној 98 m).

## Демографија
| 1962. | 1968. | 1975. | 1982. | 1990. | 1999. | 2011. |
| ----- | ----- | ----- | ----- | ----- | ----- | ----- |
| 190   | 247   | 185   | 152   | 152   | 172   | 177   |

График промене броја становника у току последњих година